# 메리 베이커 에디

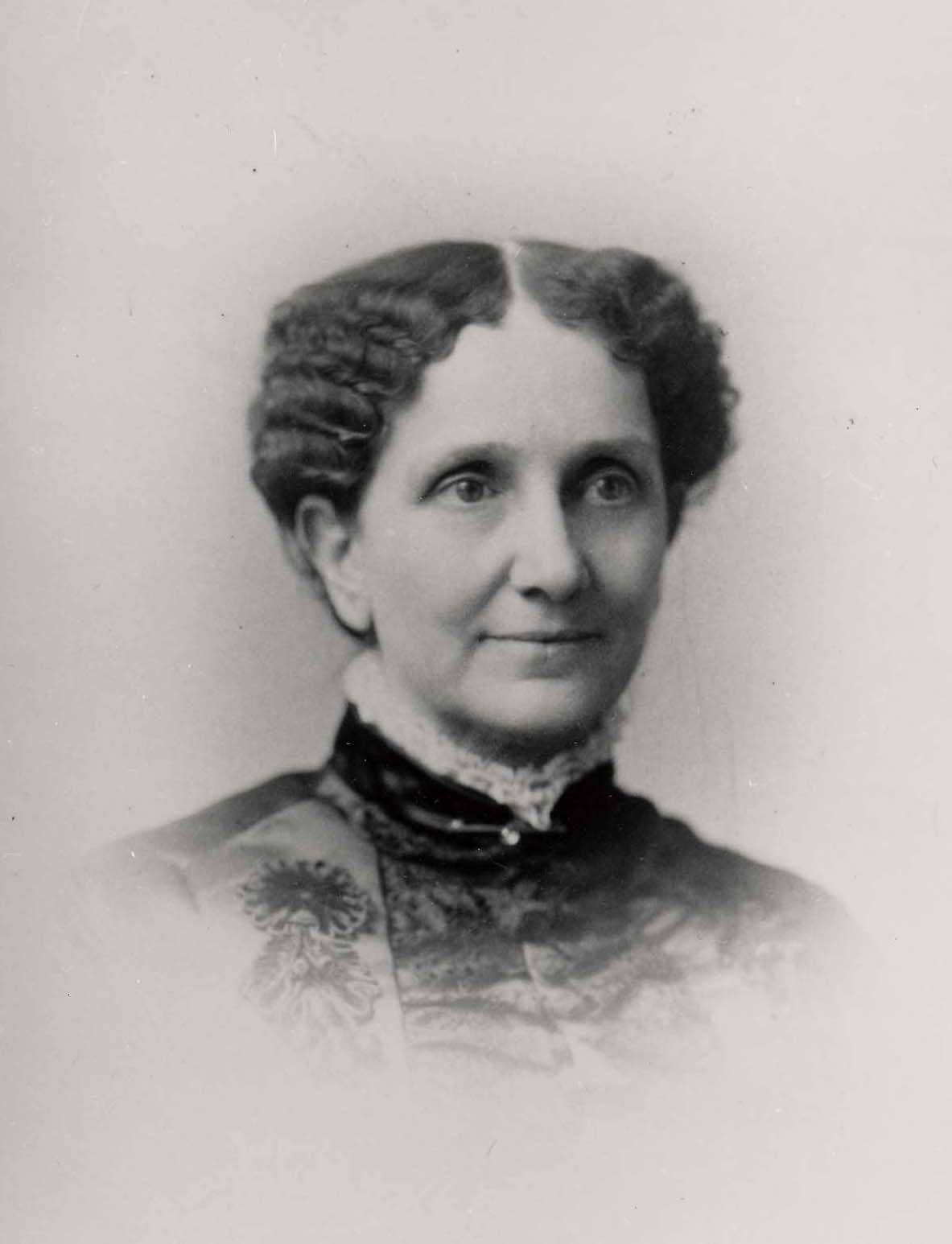
메리 베이커 에디

메리 베이커 에디(Mary Baker Eddy, 1821년 7월 16일 ~ 1910년 12월 3일)는 1879년에 크리스천 사이언스를 설립한 인물이다.